# José Márquez
Pour les articles homonymes, voir Márquez.
Cet article concerne le coureur vénézuélien. Pour le vététiste espagnol, voir José Márquez Granados.
Márquez  Rosales est un nom espagnol. Le premier nom de famille, en général paternel, est Márquez ; le second, en général maternel, souvent omis, est Rosales.
José Miguel Márquez Rosales, né le 19 février 1991, est un coureur cycliste vénézuélien.

## Biographie
Au début de l'année 2018, il s'impose en solitaire sur la sixième étape du Tour du Táchira.

## Palmarès
- 2014
  - 2e étape du Clásico Virgen de la Consolación de Táriba
- 2016
  - 4e étape de la Vuelta a Tovar
- 2017
  - 2e étape de la Vuelta a Tovar
  - 2e de la Vuelta a Tovar
- 2018
  - 6e étape du Tour du Táchira

## Classements mondiaux
| Année            | 2014 |
| ---------------- | ---- |
| UCI America Tour | 357e |